# グレゴリー・ナヴァ
グレゴリー・ナヴァ（Gregory Nava、1949年 - ）は、アメリカ合衆国出身の映画監督、脚本家。

## 略歴
メキシコおよびバスク系。カリフォルニア大学ロサンゼルス校のフィルム・スクールで学ぶ。
映画『フリーダ』の脚本も手掛けている。

## 主な作品
- エル・ノルテ/約束の地 El norte (1983)
- デスティニー/愛は果てしなく A Time of Destiny (1988)
- ミ・ファミリア My Family (1995)
- セレナ Selena (1997)
- ホワイ・ドゥ・フールズ・フォール・イン・ラブ Why Do Fools Fall in Love (1998)
- ボーダータウン 報道されない殺人者 Bordertown (2006)